# Атомік-Сіті (Айдахо)
Атомік-Сіті (англ. Atomic City) — місто в окрузі Бінґгем, штат Айдахо, США. Згідно з переписом 2010 року населення становило 29 осіб, що на 4 особи більше, ніж 2000 року.

## Географія
Атомік-Сіті розташований за координатами 43°26′38″ пн. ш. 112°48′48″ зх. д. / 43.44389° пн. ш. 112.81333° зх. д. (43.443930, -112.813468).  За даними Бюро перепису населення США в 2010 році місто мало площу 0,27 км², уся площа — суходіл. В 2017 році площа становила 0,21 км², уся площа — суходіл.

## Демографія

### Перепис 2010 року
Згідно з переписом 2010 року, у місті проживало 29 осіб у 17 домогосподарствах у складі 9 родин. Густота населення становила 101,8 особи/км². Було 48 помешкань, середня густота яких становила 168,5/км². Расовий склад міста: 96,6 % білих and 3,4 % індіанців. Іспанці та латиноамериканці незалежно від раси становили 3,4 % населення.
Із 17 домогосподарств 52,9 % були подружжями, які жили разом і 47,1 % не були родинами. 35,3 % домогосподарств складалися з однієї особи. У середньому на домогосподарство припадало 1,71 мешканця, а середній розмір родини становив 2,11 особи.
Середній вік жителів міста становив 59,8 року. Із них 0,0 % були віком до 18 років; 0,0 % — від 18 до 24; 6,9 % від 25 до 44; 58,6 % від 45 до 64 і 34,5 % — 65 років або старші. Статевий склад населення: 48,3 % — чоловіки і 51,7 % — жінки.
Середній дохід на одне домашнє господарство  становив 32 025 доларів США (медіана — 33 750), а середній дохід на одну сім'ю — N доларів (медіана — -). За межею бідності перебувало 14,3 % осіб, у тому числі 0,0 % дітей у віці до 18 років та 0,0 % осіб у віці 65 років та старших.
Цивільне працевлаштоване населення становило 2 особи. Основні галузі зайнятості: транспорт — 100,0 %, роздрібна торгівля — 0,0 %.

### Перепис 2000 року
Згідно з переписом 2000 року, у місті проживало 25 осіб у 16 домогосподарствах у складі 7 родин. Густота населення становила 96,5 особи/км². Було 22 помешкання, середня густота яких становила 84,9/км². 24 жителя білі і 1 азіат.
Із 16 домогосподарств 1 мало дитину віком до 18, яка жила з ними, 6 були подружжями, що живуть разом і 9 не були родинами. 9 домогосподарств складались з однієї особи, у тому числі 2 віком 65 років і старших. У середньому на домогосподарство припадало 1,56 мешканця, а середній розмір родини становив 2,29.
Віковий склад населення: 1 особа віком до 18 років, 1 від 18 до 24, 2 від 25 до 44, 12 від 45 до 64 і 8 від 65 років і старші. Середній вік жителів — 58 років. Із них 10 — жінки і 15 — чоловіки; один із чоловіків віком до 18 років.
Середній дохід домогосподарств у місті становив US$9 375, родин — $8 750. Середній дохід чоловіків становив $43 750 проти $8 750 у жінок. Дохід на душу населення в місті був $16 276. 57,1 % населення і 62,5 % родинперебували за межею бідності, включаючи жодного віком до 18 років і половину від тих, чий вік від 65 років і старших.